# 39 TCN
Năm 39 TCN là một năm trong lịch Julius. 